# Buk (gemeente)
De gemeente Buk is een stad- en landgemeente in de Poolse woiwodschap Groot-Polen, in powiat Poznański.
De zetel van de gemeente is in Buk.
Op 30 juni 2004 telde de gemeente 11 828 inwoners.

## Oppervlakte gegevens
In 2002 bedroeg de totale oppervlakte van gemeente Buk 90,32 km², waarvan:
- agrarisch gebied: 87%
- bossen: 4%

De gemeente beslaat 4,75% van de totale oppervlakte van de powiat.

## Demografie
Stand op 30 juni 2004:
| Omschrijving                   | Totaal | Totaal | Vrouwen | Vrouwen | Mannen | Mannen |
| ------------------------------ | ------ | ------ | ------- | ------- | ------ | ------ |
| eenheid                        | aantal | %      | aantal  | %       | aantal | %      |
| inwoners                       | 11 828 | 100    | 6074    | 51,4    | 5754   | 48,6   |
| bevolkingsdichtheid (inw./km²) | 131    | 131    | 67,2    | 67,2    | 63,7   | 63,7   |

In 2002 bedroeg het gemiddelde inkomen per inwoner 1537,42 zł.

## Plaatsen
- Buk (stad )

### Andere plaatsen (Solectwo)
Cieśle, Dakowy Suche, Dobieżyn, Dobra-Sznyfin, Kalwy, Niepruszewo, Otusz, Pawłówko-Wiktorowo, Szewce, Wielka Wieś, Wygoda, Wysoczka-Żegowo.
Zonder de status sołectwo : Szewce-Zgoda.

## Aangrenzende gemeenten
Dopiewo, Duszniki, Granowo, Opalenica, Stęszew, Tarnowo Podgórne